# Бандитки
„Бандитки“ (на испански: Bandidas) е френско-мексиканско-американски пълнометражен игрален филм от 2006 г. на норвежките кинорежисьори Юахим Рьонинг и Еспен Санберг. Продуцент и сценаристи, в съавторство с Робърт Марк Кейман, е Люк Бесон. Главните женски роли се изпълняват от киноактрисите Салма Хайек (Сара Сандовал) и Пенелопе Крус (Мария Алварес). В ролята на Куентин участва американският киноартист Стийв Зан.
 Внимание:  Текстът по-долу разкрива сюжета на произведението (или части от него)!
Мексико, 1848 г. Сара е богата и образована в Европа, дъщеря на собственика на единствената банка в града. Мария е грубовата селянка. Бащите им са убити в един и същ ден. Съдбата ги среща и те стават приятелки и съдружнички в обирането на банки. Опитният държавен криминалист Куентин е извикан да ги залови, но в името на правдата по-късно той се присъединява към тях...